# 岩岡とも枝

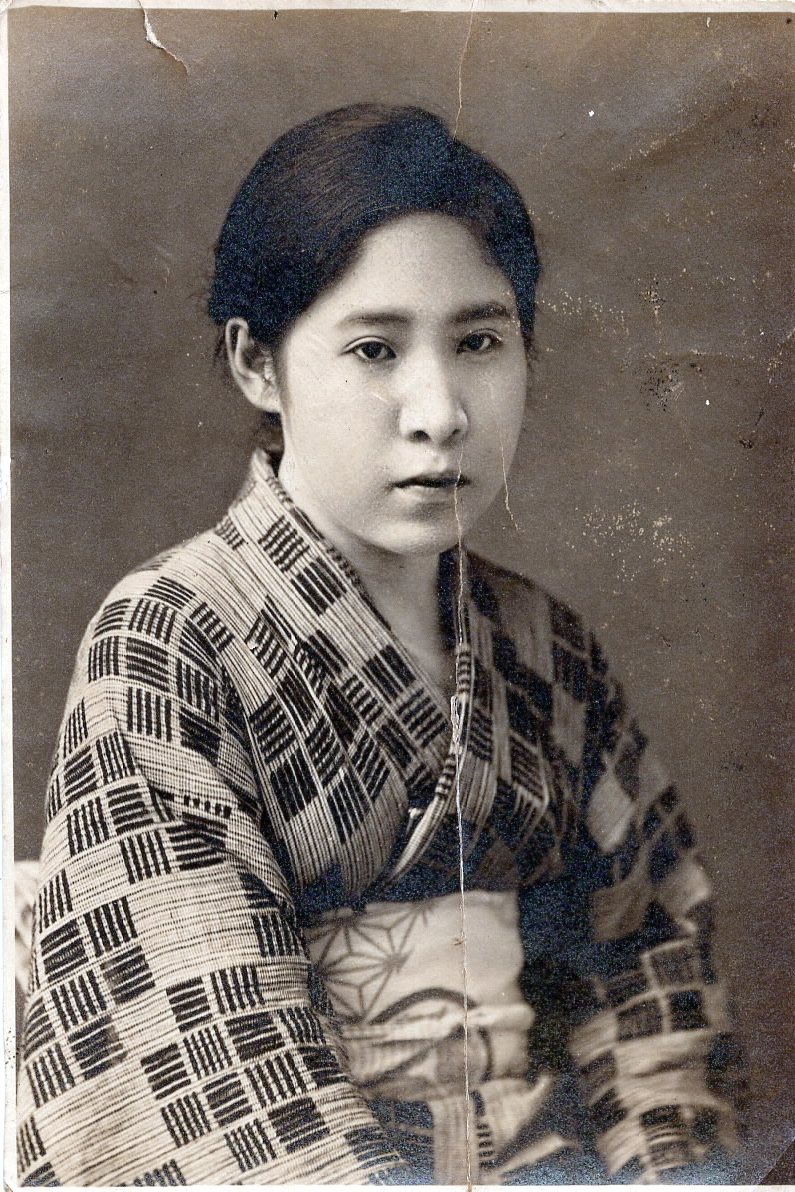
岩岡とも枝（撮影年月日不明）

岩岡 とも枝（いわおか ともえ、1896年（明治29年）6月15日 - 1933年（昭和8年）11月7日）は、大正末から昭和の初めにかけて活動した挿絵画家、日本画家。雅号に岩岡花僊、岩岡周和。

## 来歴・人物
戸籍上の名前はともゑ。弁護士の父・岩岡伊代治（長野県南安曇郡倭村出身）と母・ふくの間に東京市日本橋区浜町に生まれ育った。日本画を学び、池田輝方の曙会に所属する。弁護士の傍ら衆議院議員を1期務めた父・伊代治が1921年（大正10年）11月に亡くなった後、児童雑誌などに挿絵を描き始めた。『コドモノクニ』、『コドモアサヒ』、『金の星』などの雑誌のほか、楠山正雄、小川未明などの児童書に挿絵を描いた。1933年11月7日、「長らく心臓を悩んでおりましたが遂に病気昂進の為め」現在の東京都済生会中央病院で死去した。享年37。
墓は東京都文京区向丘2-36-1の瑞泰寺にある。
児童画では岡本帰一の弟子とされる。岡本を児童画の世界に導いた楠山正雄の妻は、義弟（妹の夫）の妹である。楠山の長女は幼い頃、とも枝に日本画を習ったという。
日本画家としては曙会展覧会に出品したほか、日本美術院試作展覧会の第9回（1923年）に「猫」、第11回（1925年）に「菊」で入選した。亡くなる半年前の1933年（昭和8年）5月、新宿三越で開かれた荒井寛方主宰の浩然会（後に浩然社）第1回展覧会に出品している。